# Szolnoki Olajbányász KK
A Szolnoki Olajbányász kilencszeres magyar bajnok és tízszeres kupagyőztes élvonalbeli kosárlabda-csapat Szolnok városában. Alapításának időpontja 1959.

## Története

### 1959–83
A kosárlabda szakosztály 1959 tavaszán alakult meg. Néhány fiatal olajos dolgozó, miközben sportolási lehetőséget keresett – a kosárlabdánál kötött ki. Az alkalmi társulat Lőrincz Andor személyében kitűnő menedzserre akadt, aki jó ismerője volt a szolnoki sportéletnek, illetve a kosárlabdának. A későbbiek folyamán "külső" erősítés is érkezett a csapathoz, zömmel a szolnoki, egyetemet végzett fiatalok köréből.
1959-ben a csapat a városi bajnokságban szerepelt. A városban még egy férfi kosárlabda csapat alakult a Vörös Meteornál az NB I-es női gárda árnyékában. A két férfi együttes között komoly rivalizálás folyt, ám a Vörös Meteor férfi csapata nem bizonyult hosszú életűnek megszűnt a szakosztály. Több játékos átkerült az Olajbányászhoz, amely így megerősödve, 1962-ben mint megyei bajnok részt vehetett a Debrecenben rendezett osztályozón. A csapatnak nem sikerült az előbbrelépés. A következő évben ismét a megyei bajnokságban szerepeltek és újabb osztályozón az NB II-ért Budapesten, a Tüzér utcában. Izgalmas körülmények között kerültek fel az NB II-be.
1964-ben a tavaszi-őszi rendszerű bajnokságban nem tudott a magasabb osztálynak megfelelni az együttes, s a következő évben ismét a megyei bajnokságban játszott. 1968-ban mindkét csapat kivívta a jogot, hogy részt vegyen az NB II-ért rendezett osztályozón. Ezúttal a férfiak sikerrel vették az akadályt.
Az 1969-es NB II-es bajnokságban jól szerepelt az együttes és bentmaradt. Ebben a bajnoki évadban már itt játszott Káplár József és Werovszki Sándor is, valamint a Kunszentmártonból érkezett Kollár József.
A következő esztendőben átszervezték a bajnokságot és az addigi három csoportos NB II-t kettőre szűkítették. A megnövekedett követelményeknek már nem tudott eleget tenni az olajos gárda és kiesett a magasabb osztályból. Balogh Péter lett a csapat edzője, az ő szakmai irányításával újjáformált, megfiatalodott együttes lépett pályára az újonnan kiírt NB III-as bajnokságban. Ugyanakkor több kosárlabdázó befejezte az aktív játékot és sok tehetséges fiatal került a helyükre. A csapat biztosan nyerte a bajnokságot, így 1972-ben újra NB II-es mérkőzések voltak Szolnokon. A szakmai munkát Acsay Attila irányította, mint játékos edző. A fiatal, rutintalan csapat kiesett az NB II-ből, de már ekkor is kitűnt, hogy ez a csapat többre hivatott. 1973-ban veretlenül lettek bajnokok az NB III-ban és a következő évadban biztos bentmaradónak számítottak az NB II-ben.
Ettől kezdve nem volt kiesési gond, jó középcsapat lett az Olajbányász az NB II-ben, egészen 1979-ig. A csapat a dobogós hely megszerzését tűzte ki célul, végül is Eger mögött a második helyen végzett. 1980-ban az NB I-be való felkerülés volt a cél, ezt azonban nem érték el. Időközben az MKSZ megváltoztatta a bajnokság lebonyolítási rendjét, áttértek az őszi-tavaszi rendszerre.
Az 1980–1981-es bajnoki évadra a felkészítés szakmai munkáját Halmos István látta el. A csapat veretlenül nyerte a bajnokságot és kivívta a jogot, hogy az 1982/83-as évadban az NB I-ben szerepeljen. Sajnos búcsút is mondott a legmagasabb osztálynak, de mint a legjobb kiesőt a Magyar Kosárlabda Szövetség visszasorolta az első osztályba, mivel a Budapesti Volán megszüntette NB I-es szakosztályát.

### 1983–1991
Az 1985–1986-os NB I-es bajnokságnak újonc csapata, az Alföldi Olajbányász, összetételében megváltozott. Táskai Gábor személyében egy 32 éves fiatal edző irányította a csapatot. Terveikben a 14. hely szerepelt, a 15-20. helyezett játszhatott a kiesés elkerüléséért. Novemberben a csapat még az 5. helyen szerepelt, de áprilisban már a kiesés ellen küzdöttek. A csapat nem bírta az idegtépő légkört, a rendkívül nagy nyomást, és végül kiesett az NB I-ből. Májusban azonban a BSE-t, aki az NB II-ből elnyerte a feljebb lépés jogát, az elnökség feloszlatta, így mint legjobb kieső, az ősztől az NB I-ben kezdhette meg a felkészülést az olajos gárda.
1986–1987-ben stabil NB I-es csapatot kívánt létrehozni a Szolnok vezetősége, és ebbe nem fért bele a régi edző személye. Új edző érkezett az akkori Jugoszláviából, a vajdasági Földi Sándor személyében, aki később több magyar egyesületnek is a vezetője lett (pl:Körmend, Szombathely, Kaposvár, Cegléd női, Dombóvár). Földi magával hozott kosárlabdázókat is Szolnokra. A cél az NB I-ben maradás volt. Az Olajbányász sokáig a harmadik-negyedik hely körül volt, de lecsúszott a végére a hatodik helyre. Már ekkor elkezdődött a Play-off rendszerű rájátszás. Márciusban sikerült a célt teljesíteni, ugyanis a Kaposvár elleni meccsen győztesen vonultak le az olajosok, így a kiesést elkerülve bebiztosították NB I-es tagságukat.
Az 1987–1988-as évadban a vezetők magasabbra helyezték azzal a lécet, hogy leigazolták az egész ország meghökkenésére az ország egyik legjobb játékosát, a sokszoros válogatott játékost, Berkics Lászlót. Volt klubja, a Budapesti Honvéd megtett mindent, hogy a játékost ellehetetlenítse, végül az első meccseken nem léphetett pályára, de utána már a rohamosan gyarapodó szolnoki szurkolók legnagyobb örömére igen. A cél nem titkoltan a feljutás volt az NB I „A” csoportjába, vagyis a legfelsőbb osztályba. Az alaposan megerősödött csapat az alapszakasz negyedik helyén zárt. Ebben, és már az előző bajnokságban is Play-off rendszerű volt a bajnokság, az Olajbányász a 7-14. helyéért játszott. Nagy volt a várakozás, de nem volt elég ereje a csapatnak a feljutásra. Így a következő évet is a „B” csoportban kezdték.
1988/89-ben már hivatalosan is a feljutás volt a cél a szolnokiak számára, ami reálisan teljesíthető is volt. Minden hazai mérkőzésen garantált volt a telt ház, és a bajnokság végén, hatalmas csatában Kecskeméten, ahol a helyi csarnokot színültig megtöltő vendégszurkolók előtt kiharcolták a feljutást.
Az 1989-es bonyodalmakkal teli évad volt. Ettől az évadtól már nem Alföldi, hanem Szolnoki Olajbányász néven szerepelt az egyesület. 1989–1990 volt az első évad a legfelső ligában. A szakmai munkával, a csapat korábbi játékosát Szalay Ferencet bízták meg. Abeljanov személyében Európa hírű játékost igazoltak le. Az első évad nem úgy sikerült ahogy azt a vezetők eltervezték, és a kiesés ellen kellett küzdeniük. A rájátszás során kiestek az első osztályból, de az Oroszlányi Bányász megszűnése miatt a két legjobb kieső (Szolnok, Sopron) osztályozón dönthették el az NB I „A”-s tagságot, ami a Szolnoknak sikerült, idegenben is legyőzve az akkori egyik legnagyobb riválist hosszabbításban.
1990–1991-ben a szolnoki kosárlabdázók felértek a csúcsra, bajnok lett az Olajbányász. Ehhez hatalmas utat kellett megtenniük Rezák László és Szalay Ferenc tanítványainak. A bajnok Szolnok jóformán egy ötössel játszotta végig a bajnokságot. Két remek külföldi: egy palánk alatt megbízható – igaz „öregedő” center, Rasid Abeljanov, egy életveszélyes magasbedobó, Andrej Tyubin. Mind a kettő játékos az akkor már megszűnőfélben lévő Szovjetunióból érkezett. Volt egy fiatal, de máris igen rutinos center Berkics, egy „rakkolós”, ám remek kezű hátvéd, Tóth Attila, és egy a csapatot szervezni, társakat kiszolgálni tudó, rutinos saját nevelésű, villámgyors irányító, Tóth Zoltán – no persze az edzőket nem számítva – ennyi kellett a Szolnoknak, hogy bajnok, a hazai mezőny legjobbja legyen.

### 1991–1998
Az 1991–1992-es szezonnak a legnagyobb vesztesége Andrej Tyubin volt, aki az Egyesült Államokba költözött. Helyette a szintén orosz Viktor Zsarkov érkezett. Az Olaj ebben az évben indult a Klubcsapatok Európa-bajnokságában, a Klubcsapatok Európa Kupájában és a Szuper Ligában is. A Klubcsapatok Európa-bajnokságában a Partizan Belgráddal játszott, ahol kettős győzelemmel a jugoszlávok jutottak tovább. A sérülésekkel teli szezonban pályaelőnyről esett ki a csapat a Körmenddel szemben és szerezte meg az ötödik helyet.
Az 1992–1993 szezon nagy reményekkel indult. Két jugoszláv játékos érkezett Stojan Ivković és Đurica Stan. A csapatkapitány Hosszú István lett, miután Tóth Zoltán abbahagyta az aktív játékot. A Korać Kupában a harmadik fordulóig jutott a csapat, miután kiesett az Olympique D’Antitbes-szel szemben. A hazai bajnokságban pályahátrányból egy botrányoktól sem mentes párharcban sikerült kivívni a továbbjutást Körmenden, miután ott kétszer is sikerült nyerni. A döntőben az esélyesebb Tungsram-Honvéd 3-0-val győzött, de így is sikeres évet tudhat maga mögött a Szolnok, az első bajnoki illetve magyar kupa ezüstérmével.
1993–1994-ben újabb „ikon” hagyta el a csapatot Berkics László személyében, aki hat évig játszott a csapatban. Első szolnoki szezonjában 29,7 pontos átlaga volt. Ez évben érkezett a csapathoz Antonio Alexe Nagyváradról. A Szuperliga alapszakaszában a második helyen végzett az Olaj, de a rájátszásban végül nem sikerült a legjobb négybe jutni. A magyar bajnokságban szintén pályaelőnyről esett ki a csapat 3-1-re a Sopron ellen. Magyar Kupában az előző évhez hasonlóan Olaj-Körmend döntő volt, ahol ismét második lett a Szolnok.
Az 1993–1994-es évadban különvált a kézilabda és a kosárlabda szakosztály, így a Szolnoki Olajbányász felvette a Szolnoki Olaj KK nevet. A csapatból távozott a csapatkapitány Hosszú István. Továbbra is az Alexe/Ivkovics légiós duóval a soraiban játszott a Szolnok. A negyeddöntőben a Paksot verték ki 3-1-gyel, de az elődöntőben a ZTE volt a jobb 3-0-val. A bronzéremért a Körmend ellen győzött az Olaj, viszonylag simán, viszont a Magyar Kupa döntőben ismét alulmaradtak az elmúlt két évhez hasonlóan. A Körmend kétszeres hosszabbítás után 95-90-re győzött.
Az 1995–1996-os bajnokságban visszatért a korábbi szolnoki játékos Radonjić Siniša ill. Stojan Ivković távozott. Alexe mellé Darko Papać érkezett második légiósként. Az alapszakaszban csak a 8. helyet szerezte meg a csapat. A hetedik helyért a szombathelyi Falco ellen sikerült nyerni 2-0-ra. Magyar kupában a legjobb 16 között esett ki a csapat.
1996–1997-ben visszatért Ivkovics és távozott Góbi. A Csepelből érkezett helyette center, Ecseri Norbert személyében. A csapat az alapszakaszban az ötödik helyen végzett 13-9-es mutatóval. A negyeddöntőben a ZTE verte ki az Olajt 3-2-vel, ahol az utolsó meccs egy hallatlanul izgalmas találkozó volt 91-90-es hosszabbítás utáni végeredménnyel. A bajnokságban végül a 7. helyett sikerült megcsípniük. Magyar Kupában ismét a Körmenddel hozta össze az Olaj a sors, ahol a négy közé a vasiak jutottak.
A következő, 1997–1998-as szezonban új edző érkezett Goran Miljkovics személyében, aki Rezák Lászlót váltotta. A csapatban már magyar játékosként szerepelt Stan és Radonjics is. A csapat magját fiatal szolnokiak alkották Bódi, Boldizsár, Balogh, Mérész Csaba és a rutinos Takács Attila. Az alapszakaszban az ötödik helyet sikerült megszerezniük. A negyeddöntőben a Paksot pályahátrányból sikerült kiverni, majd következett a későbbi bajnok Albacomp, akivel szoros csatában 3-2-ben maradt alul az Olaj. A bronzérem három meccsen dőlt el és a harmadik meccset Körmenden az Olaj nyerte 85-82-re. A Magyar Kupában a 16 között esett ki a Szolnok, miután az első meccset nyerték 67-46-ra, a visszavágón 77-55 lett az eredmény a Zalaegerszeg javára.

### 1998–2004
Az 1998-as szezonban a csapat a megszűnés szélére sodródott, csőd szélén állt. Emiatt tüntetés és aláírás gyűjtés is volt a városban. Az összefogás megszületett, és megalakult a Szolnoki Olaj KK Kft. A csapatba megérkezett az első amerikai játékos, Darryl Parker is. Abban az évben a tiszai árvíz miatt Cegléden játszott néhány meccset az Olaj. Az alapszakaszban hatodik lett a csapat és Falcoval került össze, ahol 3-2-vel kiesett és végül a hetedik helyen végeztek.
Az 1999–2000-es szezon előtt, hat év után távozott Antonio Alexe. Pór Péter lett a másodedző Zoran Kmézics mellett. Az alapszakaszban másodikak lettek. A negyeddöntőben a Kaposvárt 3-1-re, majd a Falco-t 3-0-ra verte ki az Olaj. A Falco elleni meccseket ismét Cegléden kellett rendezni az árvíz miatt. A döntőben az Albacomp ellen maradtak alul 4-2-vel.
A következő bajnokságban a csapat felvette a főszponzora nevét, így a továbbiakban Mol-Szolnokként szerepeltek. Leigazolták a korábban BEK győztes Koprivica-t, de nem váltotta be a reményeket így helyette jött decemberben Bojan Lapov. A csapat indult a Korać Kupában, ahol bejutott a legjobb 32 közé, de a csoportjában végül a harmadik lett két olasz csapat mögött. Az alapszakaszban ismét a Falcoval került össze az Olaj és mivel hatodikak lettek, pályahátrányban voltak. Ennek ellenére sikerült kiverni a szombathelyieket az ötödik meccsen. Az elődöntőben a későbbi bajnok a Kaposvár csapata győzedelmeskedett és végül a negyedik helyen zárt az Olaj a Körmenddel szemben.
2001–2002-ben bevezették az un. középszakaszt, így az alapszakasz legjobb nyolc csapata még egy kört játszott egymással. A középszakaszt harmadikként kezdte az Olaj és negyedikként fejezte be. A negyeddöntőben az Albacompot verték egy öt meccses párharcban, de a döntőbe nem sikerült bejutni a Pakssal szemben. A bronzérmet végül a Falco nyerte. Magyar Kupában ismét bekerült az Olaj a legjobb négy közé. Az elődöntőben a Falcot verte ki, majd a döntőben a Paksot verték meg hazai pályán, így először nyertek Magyar Kupát.
2002-ben megérkeztek az első litván légiósok az Olajba. Rytis Vaišvila és Antanas Vilčinskas. Az edz ő Rasid Abeljanov volt, akit később váltott Pór Péter ill. Zoran Martics. A magyar kupa négyes döntőjébe bekerült a csapat, ahol a bronzmérkőzésen egy ponttal
alulmaradt a Körmenddel szemben. A bajnokságban „csak” a nyolcadik helyet sikerült elérni, ami az elmúlt tíz év leggyengébb eredménye.
2003–2004 az Olaj legsikertelenebb szezonja lett, mert abban az évben nem sikerült még a rájátszásba se jutni. Menet közben az összes légióst le kellett cserélni, amire addig még nem volt példa. Ennek ellenére is, csak a 11. helyen végzett az Olaj, amit az alsóházi rájátszásban a 10-edikre javított. Magyar kupában a másodosztályú Eger verte ki a csapatot a legjobb 16 között.

### 2004–2010
A 2004–2005-ös bajnokságban ismét a Szolnoki Olaj KK néven szerepelt a csapat. Ebben a szezonban év közben érkezett a csapathoz Dragan Alekszics. Ebben a szezonban ugyanannyiszor tudott győzni az Olaj idegenben, mint otthon, de a 18-8-as mutató csak a hatodik helyhez volt elég. A rájátszásban a 2-0-s vezetésről estek ki az Albacomp ellenében.
2005-ben jött az első dél-amerikai játékos az Olajba, a brazil Daniel Soares. Ekkor érkezett a volt orosz válogatott Igor Kuraszov, valamint Thomas Kelley is. Az eredmények elmaradása miatt légiós csere volt a télen és leigazolta a Szolnok a litván Andrius Jurkūnast és Donatas Sabaliauskast. A rájátszást éppen sikerült elcsípni, ahol a negyeddöntőben 5 meccsre kényszerítették a sokkal esélyesebb Paksot, akik már a utána nem is kaptak ki a bajnokságban.

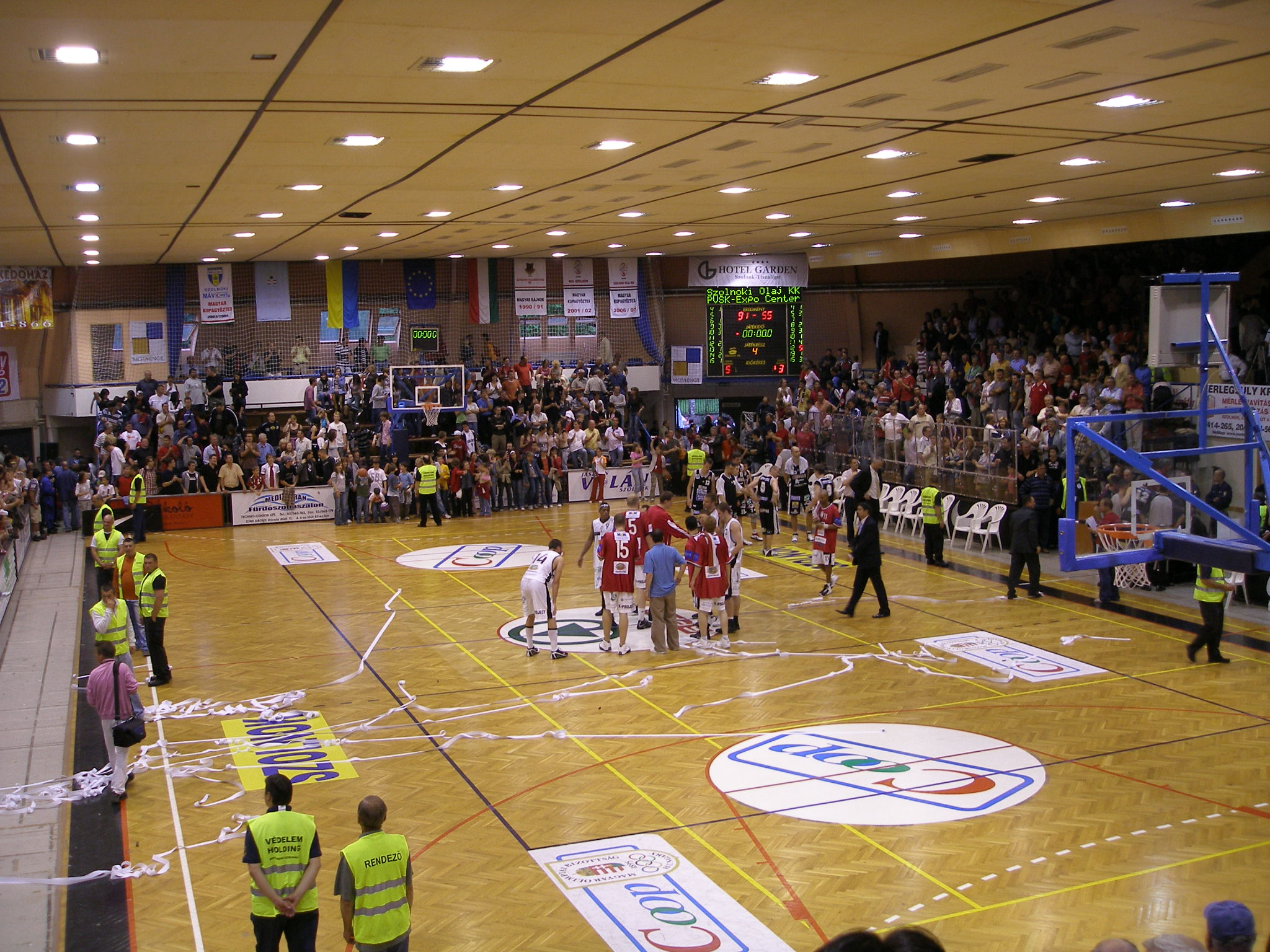
Bajnoki elődöntő, 2007

A 2006–2007-es bajnokság lett a legfényesebb a Szolnoki Olaj addigi történetében. Az előző évi csapat magját sikerült együtt tartani, majd 18-8-as mutatóval megnyerni az alapszakaszt. Először a Nyíregyházát négy meccsen, majd a Pécset öt meccsen gyűrték le. A döntőben 3-0-ra verték a Körmendet, ezzel másodjára lettek bajnokok. A Magyar Kupát is sikerült elhódítani szintén a Körmend ellen és szintén másodjára.
A következő bajnokságban próbálták együtt tartani a csapatot, de az eredmények elmaradtak az előzetes várakozástól. Az alapszakaszban a hatodik helyen végzett az együttes és a egy drámai párharcban az ötödik meccsen Pécsett sikerült kiharcolni a négybe jutást. A pályaelőny az Olajhoz került, mert az elődöntő másik csapata a Körmend hetedik helyről jutott be. Az ötödik mérkőzésen egy ponttal kapott ki a Szolnok hazai pályán és ezután a bronzcsatában is alulmaradt az Albacomppal szemben.
2008-as évben új légiósokkal felálló Olajt sorban érték a vereségek és az alapszakasz felénél a 11. helyen álltak. Januárban érkezett egy új légiós trió Ronnie Ross, Ken Tutt és az első afrikai játékos Ousmane Barro személyében. Egy hosszú sikeres meneteléssel végül sikerült bejutni a rájátszásba a 7. helyen, ahol a végén zárta is a csapat a bajnokságot.
A 2009–2010 szezon előtt nagy várakozások előzték meg a csapat szereplését, mivel 50 éves volt a klub. De a sérülésekkel teletűzdelt bajnokságban csak a negyedik helyet sikerült megszerezni. A kupában nem jutott az Olaj a nyolc közé.

### 2010–2019
A 2010–2011-es évadban fellendült az Olaj játéka, a bajnokságban, valamint a kupában is elvitték az aranyérmet. A harmadik szintű európai kupasorozatban, az EuroChallenge-ben is indult a csapat, de az első csoportkörben távozni kényszerültek.
A 2011–2012-es szezonban újra elhódították a magyar kupát és megvédték bajnoki címüket. Az EuroChallenge sorozatban pedig negyeddöntőbe jutottak, amely négyes döntőjénak rendezési jogát el is nyerték, a Debreceni Főnix Csarnokkal együttműködésben. A Final Fourban 4. helyet ért el a csapat.
A 2012–2013-as bajnokságban az ABA (Adria) ligában az indult a Szolnoki Olaj, ahol 13. helyen végeztek. A magyar bajnokság alapszakaszában emiatt nem vettek részt, a középszakaszban csatlakoztak. A bajnokságban és kupában egyaránt ezüstérmet szereztek, mindkét sorozatban alulmaradva az Alba Fehérvár ellenében. A szezon közben Pór Pétert az osztrák Neno Ašćerić váltotta.
A 2013–2014-es bajnokságot Neno Ašćerić vezetőedzővel kezdték, de a gyengébb szereplés miatt decemberben a másodedző Dragan Aleksić vette át a csapat irányítását. A magyar kupát Pécsett sikerült elhódítani, illetve a bajnokságban mindössze egy vereséget szenvedett az Olaj, amivel bajnoki címet nyert ismét. Az Adria ligában a 12. helyet érték el. A EuroChallenge kupában ismét bejutottak a négy közé, ahol a bolognai Final Fourban két vereséggel a negyedik helyett szerezték meg.
A 2014–2015-ös bajnokságban immáron a második számú sorozatban, az Eurokupában indult a csapat. A hazai mérkőzéseket a Főnix Csarnokban rendezték. D csoportban 3 győzelemmel és 7 vereséggel a csoport 5. helyén végeztek, és nem jutottak a legjobb 32 csapat közé. A hazai porondon a bajnokságban és a kupában is megvédték címüket, az ABA ligában 7. helyezettek lettek.
A 2015–2016-os szezonban a csapat nem indult az ABA ligában, így újra részt vett a magyar bajnokság alapszakaszában is. A kupában ezüstérmet szereztek, a bajnokságban azonban megszerezték 7. bajnoki címüket. Az Eurokupában immáron Szolnokon játszhattak, az E csoportban 4 győzelemmel és 6 vereséggel a 4. helyen végeztek, és továbbjutottak a legjobb 32 csapat közé, ahol az N csoportban 1 győzelemmel és 5 vereséggel csoportutolsók lettek. A bajnokságot Dragan Aleksić irányításával kezdték, akit októberben váltott Pór Péter, ám januárban ismét edzőt váltott a klub, és Stojan Ivković lett a vezetőedző.
A 2016–2017-es szezonban a csapat az újonnan alakult FIBA-bajnokok ligája sorozatban indult, ahol az E csoportban vett részt. 2017 januárjában lemondott Ivković, utódja Kmézics Zorán lett.
A 2017–2018-as szezonban, immár Dragan Aleksić irányításával megnyerték a magyar kupát és a bajnokságot is.
2019. február 16-án a szombathelyi Falco legyőzésével megszerezték a klub nyolcadik kupagyőzelmét. A csapat a bajnokságban a 4. helyen végzett.

### 2019–
2019 nyarán tulajdonosváltáson esett át a klub: a Tóth Zoltán vezette Szolnoki Olaj KK Kft. helyett a Csősz Tamás vezette Olajbányász 2020 Kft. lett a csapat tulajdonosa, miután Nyerges Zsolt Szolnok városának adományozta a klubot. A váltás következtében a csapat neve újra Szolnoki Olajbányász KK lett. A régi kft. utánpótlás-szinten továbbra is versenyezteti csapatait, a klub korábbi honlapját és Facebook-oldalát is üzemelteti.

## Játékosok
| Játékosok | Edzők |              |       |          |                               |                          |
| \| Mezszám \| Név \| Ország \| Poszt \| Magasság \| Életkor \| Korábbi csapat \| \| ------- \| --------------- \| ------ \| ----- \| -------- \| ----------------------------- \| ------------------------ \| \| 0 \| Vincze Roland \| \| 2-3 \| 194 cm \| 2003. november 30. (21 éves) \| Utánpótlásból került fel \| \| 1 \| Demajeo Wiggins \| \| 5 \| 208 cm \| 1997. augusztus 10. (27 éves) \| BC Rilski Sportist \| \| 2 \| Lukács Norbert \| \| 3-4 \| 203 cm \| 2001. május 18. (24 éves) \| Alba Fehérvár \| \| 3 \| Pallai Tamás \| \| ._. \| 13 cm \| 2001. február 19. (24 éves) \| Utánpótlásból került fel \| \| 4 \| Dustin Thomas \| \| 4 \| 203 cm \| 1995. július 26. (29 éves) \| Sigal Prishtina \| \| 5 \| Jr. Clay \| \| 1 \| 183 cm \| 2000. február 23. (25 éves) \| Tennessee State (NCAA) \| \| 7 \| Rudner Gábor \| \| 3 \| 198 cm \| 1998. március 1. (27 éves) \| Utánpótlásból került fel \| \| 8 \| Abraham Arabo \| \| 5 \| 204 cm \| 2003. \| Utánpótlásból került fel \| \| 10 \| Révész Ádám \| \| 4-5 \| 202 cm \| 1995. augusztus 2. (29 éves) \| ZTE KK \| \| 13 \| James Eads \| \| 2-3 \| 193 cm \| 1997. január 14. (28 éves) \| PTG Sokól Lancut \| \| 15 \| Sebők András \| \| 1 \| 185 cm \| 2003. március 3. (22 éves) \| Utánpótlásból került fel \| \| 21 \| Pongó Máté \| \| 1 \| 185 cm \| 1993. december 25. (31 éves) \| PVSK \| | Vezetőedző Miodrag RajkovićEdzők Szarvas Gábor Mándoki TamásMegjegyzés, jelmagyarázatA dőlttel szedett játékosok az U23-as szabálynak megfelelnek. A vastagon szedettek válogatott játékosok. |              |       |          |                               |                          |
| Mezszám | Név | Ország       | Poszt | Magasság | Életkor                       | Korábbi csapat           |
| 0 | Vincze Roland | Magyarország | 2-3   | 194 cm   | 2003. november 30. (21 éves)  | Utánpótlásból került fel |
| 1 | Demajeo Wiggins | USA          | 5     | 208 cm   | 1997. augusztus 10. (27 éves) | BC Rilski Sportist       |
| 2 | Lukács Norbert | Magyarország | 3-4   | 203 cm   | 2001. május 18. (24 éves)     | Alba Fehérvár            |
| 3 | Pallai Tamás | magyar       | ._.   | 13 cm    | 2001. február 19. (24 éves)   | Utánpótlásból került fel |
| 4 | Dustin Thomas | USA          | 4     | 203 cm   | 1995. július 26. (29 éves)    | Sigal Prishtina          |
| 5 | Jr. Clay | USA          | 1     | 183 cm   | 2000. február 23. (25 éves)   | Tennessee State (NCAA)   |
| 7 | Rudner Gábor | Magyarország | 3     | 198 cm   | 1998. március 1. (27 éves)    | Utánpótlásból került fel |
| 8 | Abraham Arabo | Magyarország | 5     | 204 cm   | 2003.                         | Utánpótlásból került fel |
| 10 | Révész Ádám | Magyarország | 4-5   | 202 cm   | 1995. augusztus 2. (29 éves)  | ZTE KK                   |
| 13 | James Eads | USA          | 2-3   | 193 cm   | 1997. január 14. (28 éves)    | PTG Sokól Lancut         |
| 15 | Sebők András | Magyarország | 1     | 185 cm   | 2003. március 3. (22 éves)    | Utánpótlásból került fel |
| 21 | Pongó Máté | Magyarország | 1     | 185 cm   | 1993. december 25. (31 éves)  | PVSK                     |

| Mezszám | Név             | Ország       | Poszt | Magasság | Életkor                       | Korábbi csapat           |
| ------- | --------------- | ------------ | ----- | -------- | ----------------------------- | ------------------------ |
| 0       | Vincze Roland   | Magyarország | 2-3   | 194 cm   | 2003. november 30. (21 éves)  | Utánpótlásból került fel |
| 1       | Demajeo Wiggins | USA          | 5     | 208 cm   | 1997. augusztus 10. (27 éves) | BC Rilski Sportist       |
| 2       | Lukács Norbert  | Magyarország | 3-4   | 203 cm   | 2001. május 18. (24 éves)     | Alba Fehérvár            |
| 3       | Pallai Tamás    | magyar       | ._.   | 13 cm    | 2001. február 19. (24 éves)   | Utánpótlásból került fel |
| 4       | Dustin Thomas   | USA          | 4     | 203 cm   | 1995. július 26. (29 éves)    | Sigal Prishtina          |
| 5       | Jr. Clay        | USA          | 1     | 183 cm   | 2000. február 23. (25 éves)   | Tennessee State (NCAA)   |
| 7       | Rudner Gábor    | Magyarország | 3     | 198 cm   | 1998. március 1. (27 éves)    | Utánpótlásból került fel |
| 8       | Abraham Arabo   | Magyarország | 5     | 204 cm   | 2003.                         | Utánpótlásból került fel |
| 10      | Révész Ádám     | Magyarország | 4-5   | 202 cm   | 1995. augusztus 2. (29 éves)  | ZTE KK                   |
| 13      | James Eads      | USA          | 2-3   | 193 cm   | 1997. január 14. (28 éves)    | PTG Sokól Lancut         |
| 15      | Sebők András    | Magyarország | 1     | 185 cm   | 2003. március 3. (22 éves)    | Utánpótlásból került fel |
| 21      | Pongó Máté      | Magyarország | 1     | 185 cm   | 1993. december 25. (31 éves)  | PVSK                     |

## Eredmények, helyezések

### Eredmények az NB I/A csoportba jutás óta
| Évad      | NB I/A csoport | Magyar kupa | Nemzetközi szereplés                            | Vezetőedző                         |
| --------- | -------------- | ----------- | ----------------------------------------------- | ---------------------------------- |
| 1989–1990 | 12. hely       |             |                                                 | Rezák László                       |
| 1990–1991 | 1. hely        |             |                                                 | Rezák László                       |
| 1991–1992 | 5. hely        |             | Szuperliga, Klubcsapatok Európa bajnoksága, KEK | Rezák László                       |
| 1992–1993 | 2. hely        | 2. hely     | Korać-kupa                                      | Rezák László                       |
| 1993–1994 | 5. hely        | 2. hely     | Szuperliga; Korać-kupa                          | Rezák László                       |
| 1994–1995 | 3. hely        | 2. hely     | Szuperliga; Korać-kupa                          | Rezák László                       |
| 1995–1996 | 7. hely        |             | Korać-kupa                                      | Rezák László                       |
| 1996–1997 | 7. hely        |             |                                                 | Rezák László                       |
| 1997–1998 | 3. hely        |             |                                                 | Goran Miljković                    |
| 1998–1999 | 7. hely        |             |                                                 | Tóth Zoltán                        |
| 1999–2000 | 2. hely        |             |                                                 | Kmézics Zorán, Heinrich Róbert     |
| 2000–2001 | 4. hely        |             | Korać-kupa                                      | Heinrich Róbert                    |
| 2001–2002 | 4. hely        | 1. hely     |                                                 | Goran Miljković                    |
| 2002–2003 | 8. hely        | 4. hely     |                                                 | Rasid Abeljanov, Pór, Zoran Martić |
| 2003–2004 | 10. hely       |             |                                                 | Rezák László                       |
| 2004–2005 | 6. hely        |             |                                                 | Pór Péter                          |
| 2005–2006 | 8. hely        |             |                                                 | Pór Péter                          |
| 2006–2007 | 1. hely        | 1. hely     |                                                 | Pór Péter                          |
| 2007–2008 | 4. hely        |             |                                                 | Pór Péter                          |
| 2008–2009 | 7. hely        | 3. hely     |                                                 | Pór Péter                          |
| 2009–2010 | 4. hely        |             |                                                 | Horváth Imre, Pór Péter            |
| 2010–2011 | 1. hely        | 1. hely     | EuroChallenge                                   | Pór Péter                          |
| 2011–2012 | 1. hely        | 1. hely     | EuroChallenge 4. hely                           | Pór Péter                          |
| 2012–2013 | 2. hely        | 2. hely     | EuroChallenge, ABA-liga                         | Pór Péter, Neno Ašćerić            |
| 2013–2014 | 1. hely        | 1. hely     | EuroChallenge 4. hely, ABA-liga                 | Neno Ašćerić, Dragan Aleksić       |
| 2014–2015 | 1. hely        | 1. hely     | Eurokupa, ABA-liga                              | Dragan Aleksić                     |
| 2015–2016 | 1. hely        | 2. hely     | Eurokupa                                        | Aleksić, Pór, Stojan Ivković       |
| 2016–2017 | 5. hely        | 2. hely     | FIBA-bajnokok ligája                            | Stojan Ivković, Kmézics Zorán      |
| 2017–2018 | 1. hely        | 1. hely     | FIBA Eurokupa                                   | Dragan Aleksić                     |
| 2018–2019 | 4. hely        | 1. hely     | FIBA-bajnokok ligája majd FIBA Eurokupa         | Dragan Aleksić                     |
| 2019–2020 | félbeszakadt   | elmaradt    |                                                 | Gašper Potočnik                    |
| 2020–2021 | 2. hely        | 3. hely     | FIBA Eurokupa                                   | Gašper Potočnik                    |
| 2021–2022 | 5. hely        | 1. hely     |                                                 | Gašper Potočnik                    |
| 2022–2023 | 5. hely        | 3. hely     |                                                 | Gašper Potočnik                    |
| 2023–2024 | 2. hely        | 1. hely     |                                                 | Miodrag Rajković                   |

### Magyar bajnoki döntők
1990–1991 Szolnoki Olajbányász – ZTE-Heraklith 3–1 (79–69, 74–92, 84–82, 72–74)
1992–1993 Tungsram Honvéd – Szolnoki Olajbányász 3–0 (79–72, 71–67, 100–89)
1999–2000 Albacomp – Szolnoki Olaj KK 4–2 (82–80, 72–85, 90–66, 62–64, 77–56, 73–58)
2006–2007 Szolnoki Olaj KK – Lami-Véd Körmend 3–0 (92–59, 65–60, 89–54)
2010–2011 Szolnoki Olaj KK – Albacomp 3–2 (69–87, 67–88, 76–66, 77–76, 80–72)
2011–2012 Falco Szova KC Szombathely – Szolnoki Olaj KK 1–3 (65–78, 74–101, 106–98, 84–102)
2012–2013 Alba Fehérvár – Szolnoki Olaj KK 3–2
2013–2014 Szolnoki Olaj KK – Atomerőmű SE 3-0 (77-64, 77-71 79-69)
2014–2015 Szolnoki Olaj KK – KTE-Duna Aszfalt SE 3-0 (64-43, 79-71, 66-55)
2015–2016 Szolnoki Olaj KK – TLI-Alba Fehérvár 3–1 (86–80, 66–91, 91–85, 78–76)
2017–2018 Szolnoki Olaj KK – Falco Szova KC Szombathely 3–1 (82–76, 73–76, 89–70, 83–81)
2020–2021 Szolnoki Olajbányász – Falco Szova KC Szombathely 3– 2 (80–77, 73–99, 81–77, 76–70, 53 – 74 )
2023–2024 Falco Vulcano Energia KC Szombathely – Szolnoki Olajbányász 3–1

### Magyarkupa-döntők
- 1993: Körmend Hunor – Szolnoki Olajbányász (80–68)
- 1994: Körmend KC – Szolnoki Olajbányász (68–67)
- 1995: Marc Körmend – Szolnoki Olaj KK (95–90)
- 2002: MOL-Szolnok – Atomerőmű SE (91–82)
- 2007: Szolnoki Olaj KK – Lami-Véd Körmend (80–67)
- 2011: Szolnoki Olaj KK – Albacomp (79–71)
- 2012: Szolnoki Olaj KK – Atomerőmű SE (85–75)
- 2013: Alba Fehérvár – Szolnoki Olaj KK (74–54)
- 2014: Szolnoki Olaj KK – Soproni KC (70–68)
- 2015: Szolnoki Olaj KK – KTE-Duna Aszfalt (67–49)
- 2016: Egis Körmend – Szolnoki Olaj KK (68–55)
- 2017: TLI-Alba Fehérvár – Szolnoki Olaj KK (59–58)
- 2018: Szolnoki Olaj KK – Falco KC Szombathely (82–67)
- 2019: Szolnoki Olaj KK – Falco KC Szombathely (92–83)
- 2022: Szolnoki Olajbányász–SZEDEÁK 100–72
- 2024: Szolnoki Olajbányász–SZEDEÁK 96–80